# Buzási Enikő
Buzási Enikő (Budapest, 1948. szeptember 12. –) magyar művészettörténész. Az MTA doktora (2022).

## Életpályája
1974–2010 között a budapesti Magyar Nemzeti Galéria Régi Magyar Gyűjteményének (1800 előtti magyarországi művészet) főmuzeológusa. 1997–2004 között, valamint 2008-tól a Magyar Tudományos Akadémia Művészettörténeti Tudományos Bizottságának tagja. 1996-tól a művészettörténeti tudomány kandidátusa, 2022-től az MTA doktora.
Tudományos munkássága középpontjában a közép-európai késő reneszánsz és barokk festészet, valamint portréfestés áll.

## Családja
Buzási János (1925–1995) újságíró, szerkesztő lánya. Dévényi István (1946-) művészettörténész felesége.

## Művei
- Barokk tervek és vázlatok 1650–1760 (Voit Pállal, Magyar Nemzeti Galéria, Budapest, 1980) OCLC 186918387
- A Magyar Nemzeti Galéria régi gyűjteményei (Mojzer Miklóssal, Corvina, Budapest, 1984) ISBN 963-13-1652-1
- Régi magyar arcképek (= Alte ungarische Bildnisse.) Ungarisch und Deutsch (Tata-Szombathely, Képtár 1988 910012482 dokumentumai a Német Nemzeti Könyvtár (DNB) állományában
- Főúri ősgalériák, családi arcképek a Magyar Történelmi Képcsarnokból (Cennerné Wilhelmb Gizellával, Budapest, 1988) OCLC 179907750
- Christliches Museum Esztergom. Aus dem Ungarischen von Anikó Harmath (Cséfalvay Pállal, Corvina, Budapest, 1993 ISBN 963-13-3854-1
- A Magyar Nemzeti Galéria évkönyve, 1992–1996. Deutsch und Englisch (Nagy Ildikóval, Budapest, 1998) OCLC 41278601
- Az Esterházyak családi arcképei (Kuny Domokos Múzeum, Tata, 1999) ISBN 963-7110-12-7
- Mányoki Ádám (1673–1757). Monográfia és oeuvre-katalógus (Magyar Nemzeti Galéria, Budapest, 2003) ISBN 963-7432-85-X
- Dorffmaister portréi és megrendelői. In: Gedenkausstellung von Stephan Dorffmaister. S. 155–177 (online, PDF; 25,2 MB).
- Augsburg – Wien – München – Innsbruck. Die frühesten Darstellungen der Stephanskrone und die Entstehung der Exemplare des Ehrenspiegels des Hauses Österreich (Pálffy Gézával, Az MTA Bölcsészettudományi Kutatóközpont Történettudományi Intézete, Budapest, 2015) ISBN 978-963-416-008-3
- Források a magyarországi, erdélyi, valamint magyar megrendelésre dolgozó külföldi művészek bécsi akadémiai tanulmányaihoz (1726–1810). (Az MTA Bölcsészettudományi Kutatóközpont Művészettörténeti Intézete, Budapest, 2016) ISBN 978-615-5133-11-4

## Díjai
- Pasteiner Gyula-emlékérem (1989)
- Móra Ferenc-díj (2003)
- Ipolyi Arnold-emlékérem (2017)

## Fordítás
- Ez a szócikk részben vagy egészben  az   Enikő Buzási című német Wikipédia-szócikk ezen változatának fordításán alapul.  Az eredeti cikk szerkesztőit annak laptörténete sorolja fel. Ez a jelzés csupán a megfogalmazás eredetét és a szerzői jogokat jelzi, nem szolgál a cikkben szereplő információk forrásmegjelöléseként.